# Pascal Vallot
Pour les articles homonymes, voir Vallot.
Pascal Vallot, né le 13 août 1967 à Pointe-à-Pitre en Guadeloupe, est un auteur-compositeur-interprète français.
Il connaît le succès dès 1987 avec le titre Balancé enregistré avec la collaboration du groupe Kassav. Parallèlement à sa carrière de chanteur, il écrit aussi pour d'autres artistes, tels que Joëlle Ursull, Mylène Duclos, Jocelyne Béroard, Lydy Bélizaire, Zouk Ballade, Il est également connu comme comédien et metteur en scène spécialisé dans les comédies musicales. 

## Biographie

### Années 1980
Il commence la musique à 11 ans, après avoir reçu en cadeau de noël sa première guitare. En 1979, avec des amis de son collège il crée le groupe Trio Junior dont il sera le Guitariste et chanteur. Il intègre par la suite divers autres groupes ou il s'essaie successivement aux percussions, à la basse, ou au piano. 
En 1985, il écrit ses premières chansons à la demande d'un festival de musique guadeloupéen baptisé Chanté Kréyòl puis les interprète pour la première fois en public. C'est alors qu'il décide d'embrasser une carrière solo de chanteur, et il commence à réaliser, seul, sa première maquette sur laquelle il joue de tous les instruments. Armé de cette première maquette, il démarche les producteurs et les médias et parvient à décrocher ses premières prestations médiatiques. Il est alors repéré par le réalisateur Raoul Sangla pour interpréter un rôle récurrent dans la première série télé réalisée aux Antilles, Tisòt & Pansa, une adaptation des aventures de Don Quichotte et Sancho Panza produite pour la mise en place de la chaine locale Télé Caraïbes.
En aout 1987, il est le lauréat du concours Le rêve Antillais organisé par Jacob Desvarieux et le groupe Kassav. Ce concours lui permettra de réaliser son premier album Balancé qui connaîtra un succès instantané dans la Caraïbe et en Afrique. Il rejoint dès l'année suivante le concept Le Grand Méchant Zouk et se crée définitivement une place parmi les pointures incontestées de la musique afro-caribéenne.

### Années 1990
En 1989-1990, il crée l'Opéra-zouk Fatalita, sa première comédie musicale, mettant en vedette Jacques D'Arbaud, Jean-Michel Rotin, Klòd Fostin, Nowliz Félicianne et Marina Carliste. 
De 1990 à 1993, il est étudiant à plein temps au Studio des Variétés de Paris, ou il rencontre Sophie Delmas, Clarika et surtout Jean-Claude Petit à qui il écrit la musique de La Papesse, une comédie musicale satyrique extraite de l'œuvre du même nom d'Alfred Jarry qui se jouera pendant trois semaines au théâtre de l'Agora d'Évry puis au Bataclan de Paris. C'est le déclic qui le décidera à se consacrer dorénavant à la production et aux comédies musicales.
Il prend la direction en 1993 du label Liso Music, filiale de Sonodisc pour lequel il produit, réalise ou enregistre les disques de dizaines d'artistes dont Gilles Floro, Lydy Bélizaire, Jocelyne Labylle, Myel… En 1994, il ré-édite l'opéra-Zouk Fatalita avec une nouvelle distribution comprenant entre autres, Lydy Bélizaire et Patrice Hulman. C'est cette édition qui sortira en VHS aux Éditions ICV.
En 1995, il crée le groupe K'Z avec Lydy Bélizaire, Nowliz Félicianne et Thierry Criart. Il ne réaliseront toutefois qu'un seul album avant que le groupe ne se sépare.

### Années 2000
De 1997 à 2001, il est animateur-producteur d'émissions de télévision pour la chaîne RFO pour laquelle il produit entre autres les émission Hit A Zot, Hé-Klips et Réyèl Attitude.
Il édite en 1998 le magazine bimestriel FlashBlack, le premier fanzine Guadeloupéen. 
En 2003, il écrit la comédie musicale La Rue Zabym qui tourne pendant trois saisons dans toute la France y compris au Palais des Congrès de Paris en 2005 et 2006. 
De 2008 à 2010, il crée la comédie musicale Solitude La marronne.
Il écrit ensuite Adieu Madras (2012-2014) qui deviendra Hello Madras.

## Discographie
| Années | Titres                | Albums                | Label        |
| ------ | --------------------- | --------------------- | ------------ |
| 1987   | Balancé               | Pascal Vallot         | Rythmo Disc  |
|        | Lembé                 | Pascal Vallot         | Rythmo Disc  |
|        | ManMan Rakonté        | Pascal Vallot         | Rythmo Disc  |
|        | Messieurs             | Pascal Vallot         | Rythmo Disc  |
|        | Zéklè                 | Pascal Vallot         | Rythmo Disc  |
| 1988   | Ankò On Fwa           | Zouk Ballade          |              |
|        | Consolation           | Zouk Ballade          |              |
| 1989   | Belle Inconnue        | Pou Mwen              | Blue Silver  |
|        | Aux Abois (OZabwa)    | Pou Mwen              | Blue Silver  |
|        | Pou Mwen              | Pou Mwen              | Blue Silver  |
|        | Aka Man Ora           | Pou Mwen              | Blue Silver  |
|        | San Palé              | Pou Mwen              | Blue Silver  |
|        | Lè Lè La Rivé         | Pou Mwen              | Blue Silver  |
|        | Lanmou San Lanmou     | Pou Mwen              | Blue Silver  |
|        |                       |                       |              |
| 1991   | Kartoné               | Foli                  | Liso Musique |
|        | Pwomès                | Foli                  | Liso Musique |
|        | Say Fèt Bèl           | Foli                  | Liso Musique |
|        | Toujou                | Foli                  | Liso Musique |
|        | Pa Ni Moman           | Foli                  | Liso Musique |
|        | Illuzion              | Foli                  | Liso Musique |
|        | Foi Kontajié          | Foli                  | Liso Musique |
|        | Mi C Kon Sa           | Foli                  | Liso Musique |
|        | Boufon                | Foli                  | Liso Musique |
|        |                       |                       | Liso Musique |
| 1993   | Attitude              | Class, Classic & Sexy | Liso Musique |
|        | Pa La Penn Ankò       | Class, Classic & Sexy | Liso Musique |
|        | I Love You            | Class, Classic & Sexy | Liso Musique |
|        | Dékouvè Lanmou        | Class, Classic & Sexy | Liso Musique |
|        | Class, Classic & Sexy | Class, Classic & Sexy | Liso Musique |
|        | Meunier               | Class, Classic & Sexy | Liso Musique |
|        | Konfésyon             | Class, Classic & Sexy | Liso Musique |
|        | Ni plas Pou'w         | Class, Classic & Sexy | Liso Musique |
|        | Mèsi Baby             | Class, Classic & Sexy | Liso Musique |
|        | Show                  | Class, Classic & Sexy | Liso Musique |
| 1995   | Sa Ké Alé             | K'Z                   | Liso Musique |
|        | Santi Manti           | K'Z                   | Liso Musique |

## Spectacles musicaux

### En tant que metteur en scène
- 1993 : Fatalita
- 2003 : La Rue Zabym
- 2009 : Solitude La marronne
- 2013 : Adieu Madras ou Hello Madras
- 2017 : Exode 1976[13]
- 2023 : les Hinvisibles[14],[15]